# Volga (Iowa)
Volga – miasto w Stanach Zjednoczonych, w stanie Iowa, w hrabstwie Clayton. W 2000 liczyło 247 mieszkańców.